# برنامج صيانة الشهادات
صيانة الشهادات (MOC) هي برامج نفذت مؤخرًا وأثارت جدلًا واسعًا لصيانة شهادات الأطباء من خلال إحدى المجالس الطبية التخصصية الـ 24 المعتمدة من قبل المجلس الأمريكي للتخصصات الطبية (ABMS) ومجالس التخصص الطبية الـ 18 المعتمدة من الجمعية الأمريكية لتقويم العظام (AOA)). يدعي المؤيدون أنه برنامج تطوعي يحسن معرفة الطبيب ويظهر التزامًا بالتعلم مدى الحياة. يزعم النقاد أن هذا البرنامج يشمل متطلبات باهظة الثمن ومرهقة وغير إجبارية وغير ملائمة سريريًا تم إنشاؤها أساسًا كمخطط لكسب المال.
يزعم المؤيدون أن برنامج صيانة الشهادات صُمم لمساعدة الأطباء على مواكبة التطورات في مجالاتهم وتطوير أنظمة ممارسة أفضل وإظهار الالتزام بالتعلم مدى الحياة.
ويدعي المعارضون أن برنامج صيانة الشهادات مرهق للغاية في كل من الوقت والتكاليف، مما يقلل من الوقت المتاح للأطباء لمقابلة مرضاهم أو قضائه مع أسرهم. يرى المعارضون أنه لا يوجد صلة كبيرة بين الامتحانات وممارسة الطبيب الفردي، أي أنها تتطلب بذل جهد هائل لإعادة تعلم المواد غير مفيدة في الممارسة اليومية فقط لاجتياز امتحان المجلس. لا يوجد أي دليل على أن مثل هذه الأنظمة والامتحانات تحسن رعاية المرضى والبيانات الداعمة لمثل هذه الأنظمة جد قليلة، باستثناء المقالات المثيرة للجدل التي كتبها أعضاء مجلس الإدارة. كما أثيرت أسئلة جدية متعلقة بالشؤون المالية لمجلس الإدارة.
بدءا من أوكلاهوما، اعتبارا من 1 نوفمبر 2016، تزايد عدد الولايات التي حظرت أو بدأت في اعتبار قرار الحظر للمشاركة في صيانة الشهادة، وجعلت المشاركة سببًا لاستبعاد الطبيب من المستشفى أو من خدمات شركة التأمين.

## المجتمع الطبي
تستفيد بعض المؤسسات الطبية الرئيسية من برنامج صيانة الشهادات، وقد عبرت بعض المؤسسات عن دعمها لذلك، ومن بينها ما يلي:
- المجلس الأمريكي للتخصصات الطبية (ABMS)
- الجمعية الأمريكية لتقويم العظام (AOA)
- الجمعية الطبية الأميركية (قد تتراجع قريباً استنادا على قرار التصويت في اجتماعهم يونيو 2016.[5]
- جمعية المستشفيات الأمريكية (AHA)
- المجلس الوطني للفاحصين الطبيين (NBME)
- اتحاد المجالس الطبية الحكومية (FSMB)
- مجلس الجمعيات الطبية المتخصصة (CMSS)
- مجلس الاعتماد للتعليم الطبي العالي (ACGME)
- رابطة الكليات الطبية الأمريكية (AAMC)
- الهيئة التعليمية للخريجين الطبيين الأجانب (ECFMG)

بعض المؤسسات الطبية الرئيسية لا تربح ولا تدعم برنامج صيانة الشهادات، بما في ذلك ما يلي:
- رابطة الأطباء والجراحين الأمريكيين (AAPS)
- المجلس الوطني للأطباء والجراحين
- الأطباء لتغيير الشهادة
- الأطباء المستقلين لاستقلال المريض (IP4PI)

## روابط خارجية
- صيانة ABMS الرسمية لشهادة الموقع
- http://www.changeboardrecert.com
- المجلس الوطني للأطباء والجراحين